# Prostitution à l'île de Pâques
La prostitution à l'île de Pâques est une activité attestée depuis plusieurs siècles à l'île de Pâques, et de nos jours dans le cadre de la législation chilienne. 

## Historique
Lorsque le premier européen néerlandais Jacob Roggeveen arrive à l'île de Pâques en 1722, il constate que les habitants de l'île pratiquent la prostitution. Le nombre d'hommes dépasse le nombre de femmes en présence sur l'île, et certaines femmes restent célibataires en vue de satisfaire les hommes seuls. Les navigateurs européens et américains qui débarquent ensuite sur l'île font appel aux services de ces femmes prostituées.
Les lois portant sur la prostitution à l'ile de Pâques sont les mêmes que celles qui s'appliquent pour le Chili. La prostitution y est donc légale et réglementée. Le proxénétisme y est illégal.